# Reforma Social Espanyola

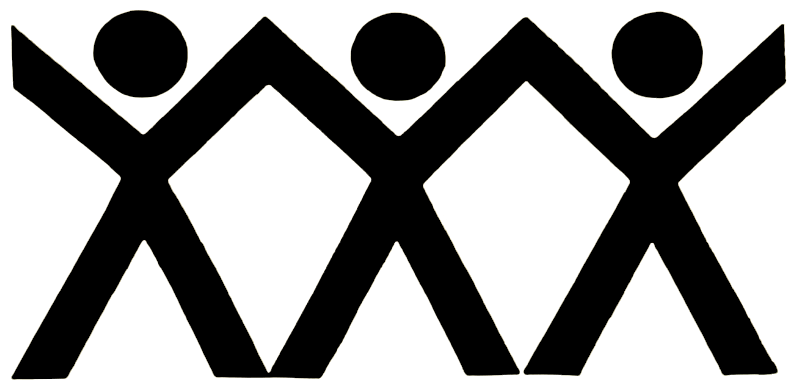
Logotip del partit polític.

Reforma Social Espanyola (RSE) fou un partit polític fundat el 1976 per Manuel Cantarero del Castillo, antic ministre franquista que el 1960 fundà amb dissidents falangistes l'Agrupación de Antiguos Miembros del Frente de Juventudes. Es va presentar a les eleccions generals espanyoles de 1977, on va obtenir 64.241 vots (0,35% dels vots), mentre que a algunes províncies sectors del partit es van presentar en l'Aliança Socialista Democràtica. L'octubre de 1977 es va dissoldre i alguns membres es passaren al PSOE, mentre que el seu president, Manuel Cantarero, el 1978 es va integrar a Acció Ciutadana Liberal de José María de Areilza, que a les eleccions generals espanyoles de 1979 formà part de la Coalició Democràtica.